# Транос
Транос (швед. Tranås) — город на юге Швеции, расположенный в северо-восточной части лена Йёнчёпинг в исторической провинции Смоланд.
Находится на берегу озера Соммен в 220 км к юго-западу от Стокгольма и около 60 км на северо-восток от Йёнчёпинга. Железнодорожная станция.

## История

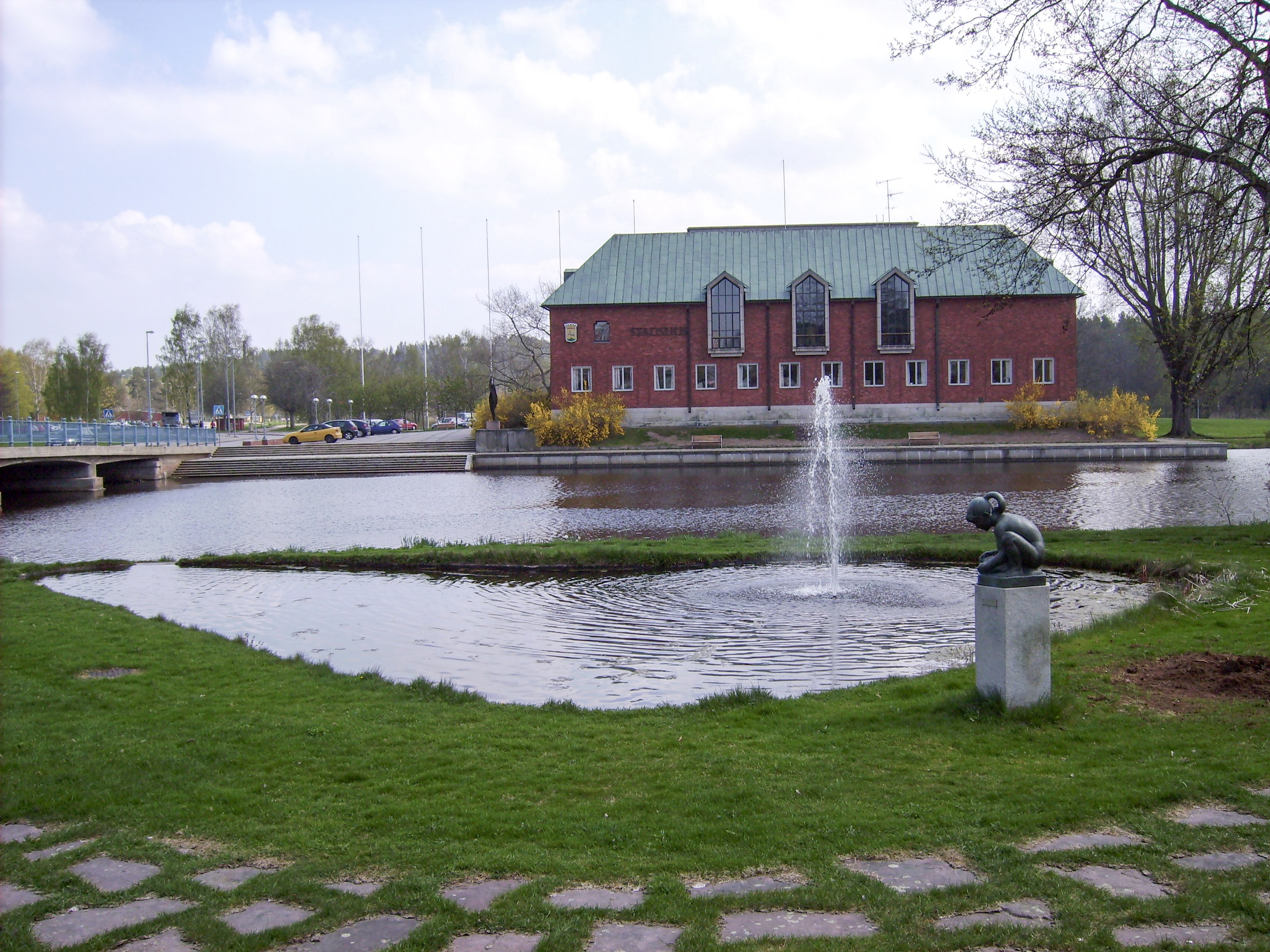
Городская ратуша

Статус торгового города Швеции получил в 1884 году.

## Демография
Население — 14.197 жителей (2010).
| Год                | 1960   | 1970   | 1980   | 1995   | 2005   | 2010   |
| ------------------ | ------ | ------ | ------ | ------ | ------ | ------ |
| Количество жителей | 12 513 | 15 150 | 14 629 | 14 336 | 14 017 | 14 197 |

## Достопримечательности
- Главная улица Траноса — одна из самых широких торговых улиц в Швеции.
- Недалеко от центра города находится озеро Соммен (средняя глубина — 17 м, максимальная глубина — 60 м), на котором имеется 365 больших и малых островов.

## Галерея

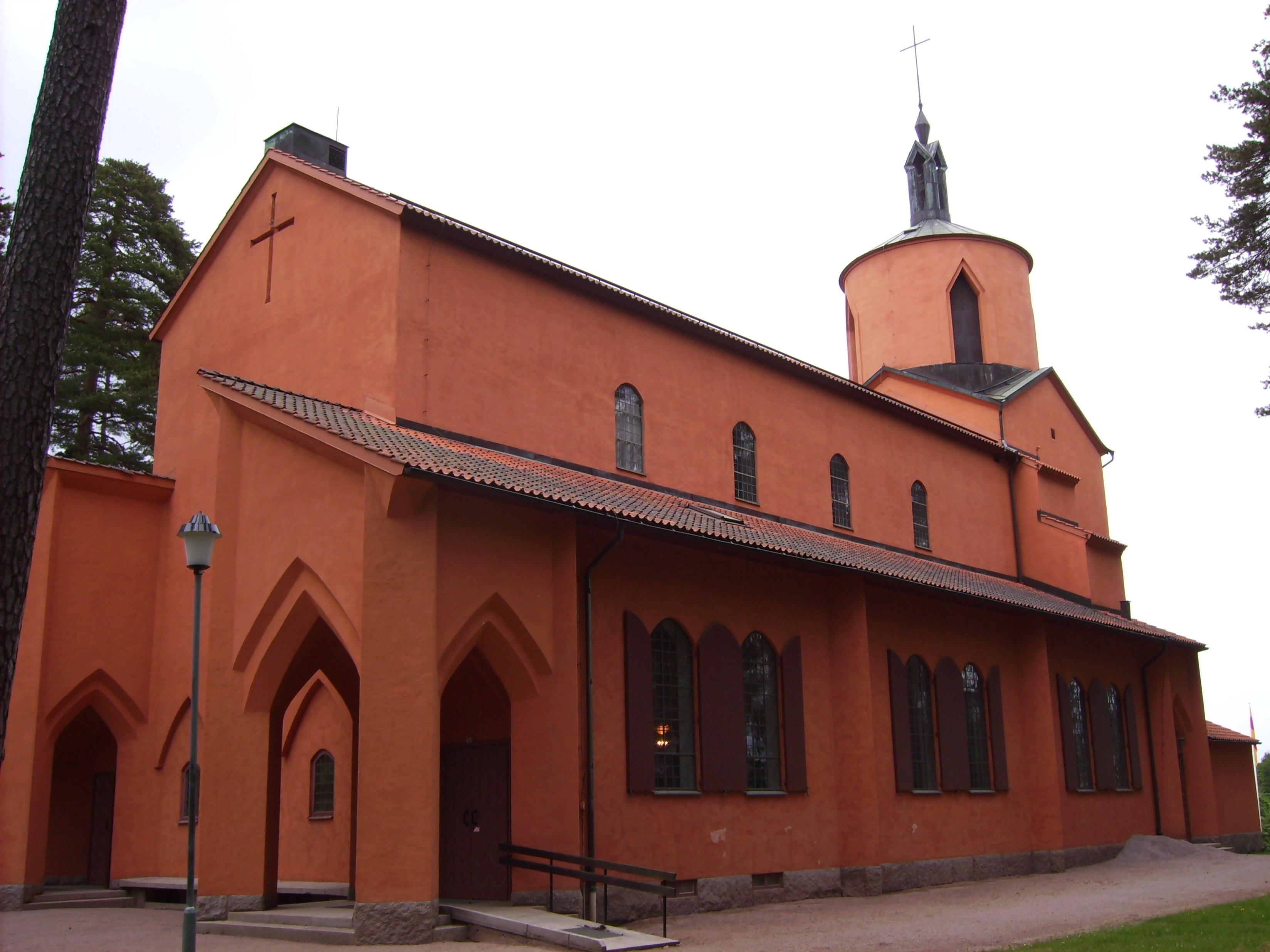
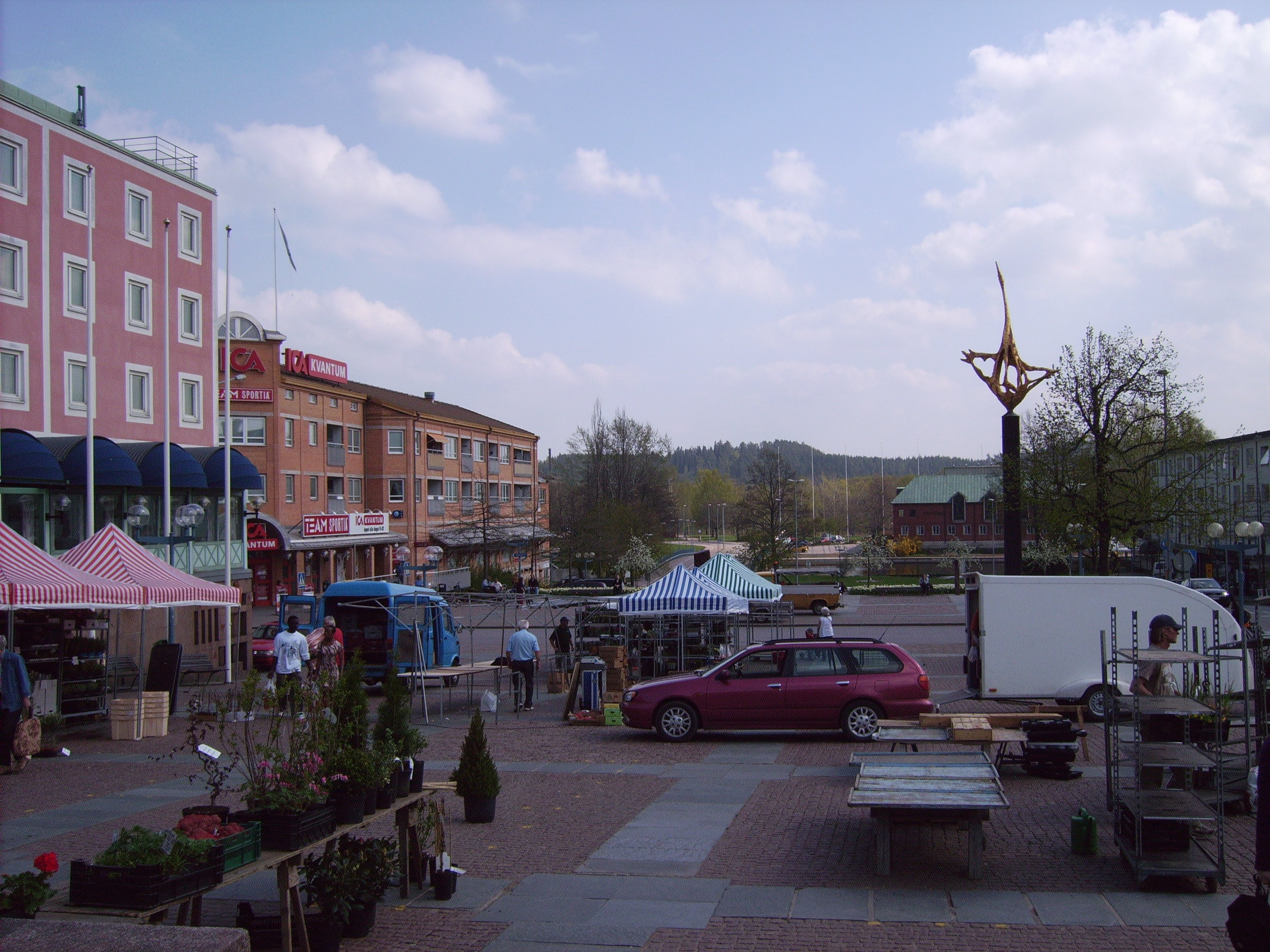
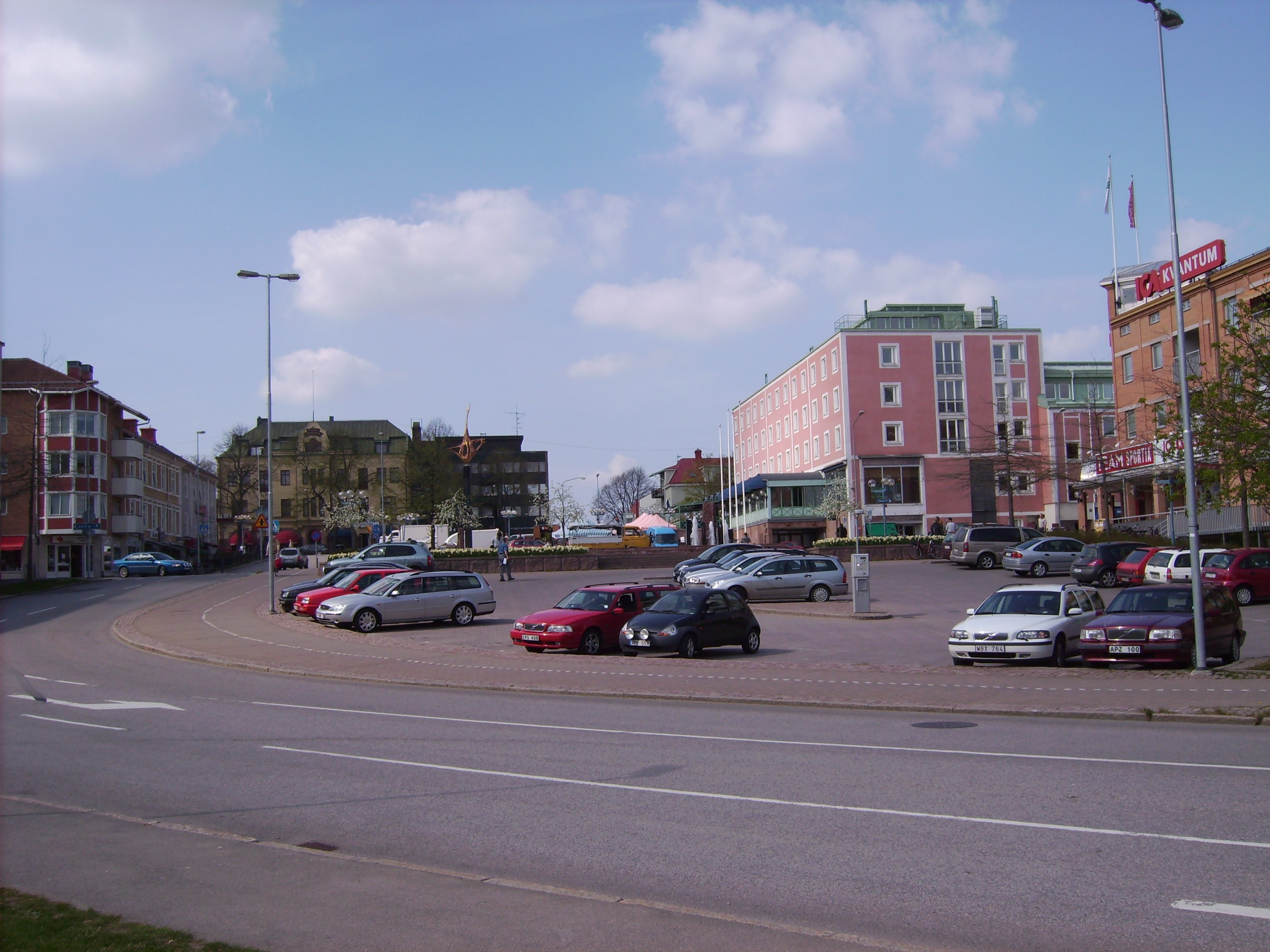
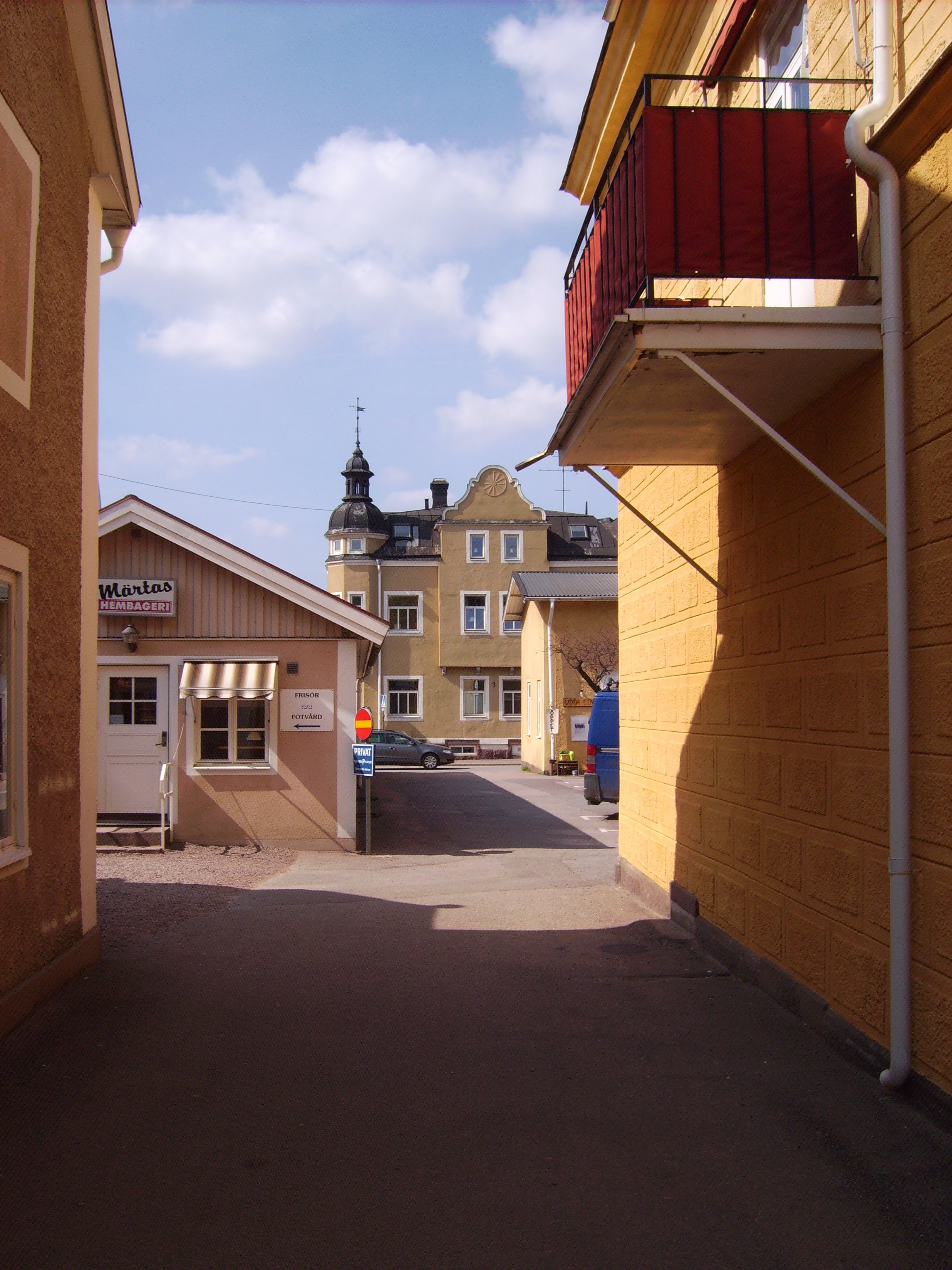